# Systropha tadjika
Systropha tadjika är en biart som beskrevs av Warncke 1992. Systropha tadjika ingår i släktet Systropha och familjen vägbin. Inga underarter finns listade i Catalogue of Life.